# Subdivisões da República Dominicana

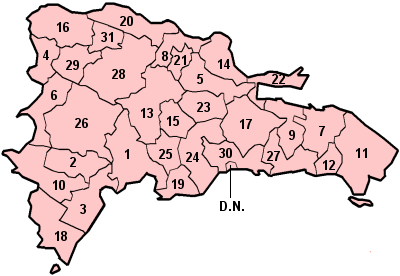
Províncias da República Dominicana

A República Dominicana é dividida em trinta e uma províncias (singular província), enquanto a capital nacional, Santo Domingo, está contida dentro de seu próprio Distrito Nacional ("National District", "D.N." no mapa abaixo).
A divisão do país em províncias está prevista na Constituição (Título I, Seção II, Artigo 5) e promulgada por lei. A última Lei 5220 é atualmente sobre a divisão territorial da República Dominicana (Lei No. 5.220 sobre División territorial de la República Dominicana), emitida em 1959 e frequentemente alteradas para criar novas províncias e as unidades administrativas de nível inferior.

## Lista de províncias
| |                        |                                   |             |           |
| \| # \| Província \| Capital \| Área [2] (km²) \| População [3] \| \| -- \| ---------------------- \| --------------------------------- \| -------------- \| ------------- \| \| 1 \| Azua (província) \| Azua de Compostela \| 2 531,77 \\| \| 208 857 \| \| 2 \| Bahoruco \| Neiba \| 1 282,23 \\| \| 91 480 \| \| 3 \| Barahona \| Santa Cruz de Barahona \| 1 739,38 \\| \| 179 239 \| \| 4 \| Dajabón \| Dajabón (município) \| 1 020,73 \\| \| 62 046 \| \| 5 \| Duarte \| San Francisco de Macorís \| 1 605,35 \\| \| 283 805 \| \| 6 \| Elías Piña \| Comendador (República Dominicana) \| 1 426,20 \\| \| 63 879 \| \| 7 \| El Seibo \| Santa Cruz de El Seibo \| 1 786,60 \\| \| 89 261 \| \| 8 \| Espaillat \| Moca \| 838,62 \\| \| 225 091 \| \| 9 \| Hato Mayor \| Hato Mayor del Rey \| 1 329,28 \\| \| 87 631 \| \| 10 \| Independencia \| Jimaní \| 2 006,44 \\| \| 50 833 \| \| 11 \| La Altagracia \| Higüey \| 3 010,34 \\| \| 182 020 \| \| 12 \| La Romana \| La Romana \| 653,95 \\| \| 219 812 \| \| 13 \| La Vega \| Concepción de la Vega \| 2 287,24 \| 385 101 \| \| 14 \| María Trinidad Sánchez \| Nagua \| 1 271,71 \\| \| 135 727 \| \| 15 \| Monseñor Nouel \| Bonao \| 992,39 \\| \| 167 618 \| \| 16 \| Monte Cristi \| San Fernando de Monte Cristi \| 1 924,35 \\| \| 111 014 \| \| 17 \| Monte Plata \| Monte Plata \| 2 782,14 \\| \| 180 376 \| \| 18 \| Pedernales \| Pedernales \| 2 074,53 \\| \| 21 207 \| \| 19 \| Peravia \| Baní \| 1 329,28 \\| \| 169 865 \| \| 20 \| Puerto Plata \| San Felipe de Puerto Plata \| 1 856,90 \\| \| 312 706 \| \| 21 \| Hermanas Mirabal \| Pedernales \| 440,43 \\| \| 96 356 \| \| 22 \| Samaná \| Samaná \| 853,74 \\| \| 91 875 \| \| 23 \| Sánchez Ramírez \| Cotuí \| 1 196,13 \\| \| 151 179 \| \| 24 \| San Cristóbal \| San Cristóbal \| 1 265,77 \\| \| 532 880 \| \| 25 \| San José de Ocoa \| San José de Ocoa \| 855,40 \\| \| 62 368 \| \| 26 \| San Juan \| San Juan de la Maguana \| 3 569,39 \\| \| 241 105 \| \| 27 \| San Pedro de Macorís \| San Pedro de Macorís \| 1 582,46 \\| \| 301 744 \| \| 28 \| Santiago \| Santiago de los Caballeros \| 2 836,51 \\| \| 908 250 \| \| 29 \| Santiago Rodríguez \| San Ignacio de Sabaneta \| 1 111,14 \\| \| 59 629 \| \| 30 \| Santo Domingo \| Santo Domingo Este \| 1 296 \\| \| 1 817 754 \| \| 31 \| Valverde \| Mao \| 823,38 \\| \| 158 293 \| \| DN \| Distrito Nacional \| Santo Domingo \| 140,1 \\| \| 913 540 \| |                        |                                   |             |           |
| # | Província              | Capital                           | Área (km²)  | População |
| 1 | Azua (província)       | Azua de Compostela                | 2 531,77 \| | 208 857   |
| 2 | Bahoruco               | Neiba                             | 1 282,23 \| | 91 480    |
| 3 | Barahona               | Santa Cruz de Barahona            | 1 739,38 \| | 179 239   |
| 4 | Dajabón                | Dajabón (município)               | 1 020,73 \| | 62 046    |
| 5 | Duarte                 | San Francisco de Macorís          | 1 605,35 \| | 283 805   |
| 6 | Elías Piña             | Comendador (República Dominicana) | 1 426,20 \| | 63 879    |
| 7 | El Seibo               | Santa Cruz de El Seibo            | 1 786,60 \| | 89 261    |
| 8 | Espaillat              | Moca                              | 838,62 \|   | 225 091   |
| 9 | Hato Mayor             | Hato Mayor del Rey                | 1 329,28 \| | 87 631    |
| 10 | Independencia          | Jimaní                            | 2 006,44 \| | 50 833    |
| 11 | La Altagracia          | Higüey                            | 3 010,34 \| | 182 020   |
| 12 | La Romana              | La Romana                         | 653,95 \|   | 219 812   |
| 13 | La Vega                | Concepción de la Vega             | 2 287,24    | 385 101   |
| 14 | María Trinidad Sánchez | Nagua                             | 1 271,71 \| | 135 727   |
| 15 | Monseñor Nouel         | Bonao                             | 992,39 \|   | 167 618   |
| 16 | Monte Cristi           | San Fernando de Monte Cristi      | 1 924,35 \| | 111 014   |
| 17 | Monte Plata            | Monte Plata                       | 2 782,14 \| | 180 376   |
| 18 | Pedernales             | Pedernales                        | 2 074,53 \| | 21 207    |
| 19 | Peravia                | Baní                              | 1 329,28 \| | 169 865   |
| 20 | Puerto Plata           | San Felipe de Puerto Plata        | 1 856,90 \| | 312 706   |
| 21 | Hermanas Mirabal       | Pedernales                        | 440,43 \|   | 96 356    |
| 22 | Samaná                 | Samaná                            | 853,74 \|   | 91 875    |
| 23 | Sánchez Ramírez        | Cotuí                             | 1 196,13 \| | 151 179   |
| 24 | San Cristóbal          | San Cristóbal                     | 1 265,77 \| | 532 880   |
| 25 | San José de Ocoa       | San José de Ocoa                  | 855,40 \|   | 62 368    |
| 26 | San Juan               | San Juan de la Maguana            | 3 569,39 \| | 241 105   |
| 27 | San Pedro de Macorís   | San Pedro de Macorís              | 1 582,46 \| | 301 744   |
| 28 | Santiago               | Santiago de los Caballeros        | 2 836,51 \| | 908 250   |
| 29 | Santiago Rodríguez     | San Ignacio de Sabaneta           | 1 111,14 \| | 59 629    |
| 30 | Santo Domingo          | Santo Domingo Este                | 1 296 \|    | 1 817 754 |
| 31 | Valverde               | Mao                               | 823,38 \|   | 158 293   |
| DN | Distrito Nacional      | Santo Domingo                     | 140,1 \|    | 913 540   |

D.N. Distrito Nacional
As províncias são unidades político-administrativas, criadas para facilitar o governo central. Cada província possui um representante designado "Governador Civil", nomeado pelo poder executivo.
Cada província possui uma capital, sede do principal ajuntamento (ayuntamiento em espanhol) da província, e onde normalmente se encontra os escritórios regionais do governo central.
O Distrito Nacional foi criado em 1936 para dar uma categoria e tratamento especial ao território sede da capital do país. Sua administração está a cargo do ajuntamento de Santo Domingo. Para muitos fins o Distrito Nacional é similar a uma província, porém, existem muitas características que os diferenciam, por exemplo, o Distrito Nacional não possui um "governador provincial" e está formado por apenas um município.
As únicas autoridades eleitas nas províncias e no Distrito Nacional, são seus representantes no Congresso, ou seja, 1 senador por província e pelo Distrito Nacional e um número variável de deputados, nunca inferior a 2.

## Municípios
Cada província está subdividida em dois ou mais municípios. Os municípios são unidades político-administrativas criadas por lei. Seu governo está a cargo do Ajuntamento (Ayuntamiento em espanhol), eleito por seus habitantes. O poder executivo a nível distrital é o Síndico, eleito também pelo habitantes do município.
Os municípios são compostos, por sua vez, por cidades, vilas e povoados e seções.
- cidades: são as capitais de províncias e os centros urbanos com mais de 10 000 habitantes;
- vilas: são as capitais de municípios e os centros urbanos com mais de 1 000 habitantes;
- povoado: são os centros urbanos com menos de 1 000 habitantes;
- seções: são as entidades rurais.

## Distritos municipais
Quando em um mesmo município, existem outros centros urbanos de certa importância, estes podem se elevar a categoria de distrito municipal, cujo síndico é nomeado pelo ajuntamento do município ao qual pertence o distrito.